# 도가쿠시촌
도가쿠시촌(일본어: 豊野町)은 일본 나가노현 가미미노치군에 있던 촌이다. 현재는 나가노시로 되어있으며 전성기엔 1만명 정도 있었는데 4천명 정도 감소되었다.
2005년 1월 1일에 나가노시에 편입해 폐지되었다.

## 역사
- 1889년 4월 1일 - 정촌제 시행과 함께 도가쿠시촌과 도오요카촌이 합쳐져 현재의 도가쿠시촌이 성립하였다.
- 2005년 1월 1일 - 나가노시에 편입, 합병되었다.

## 교통

### 도로
- 국도 406호선

## 같이 보기
- 다카쓰마산